# Saint-Aubin-de-Locquenay
Saint-Aubin-de-Locquenay é uma comuna francesa na região administrativa do País do Loire, no departamento de Sarthe. Estende-se por uma área de 17.50 km². Em 2010 a comuna tinha 729 habitantes (densidade: 41,7 hab./km²).